# William E. Trautmann

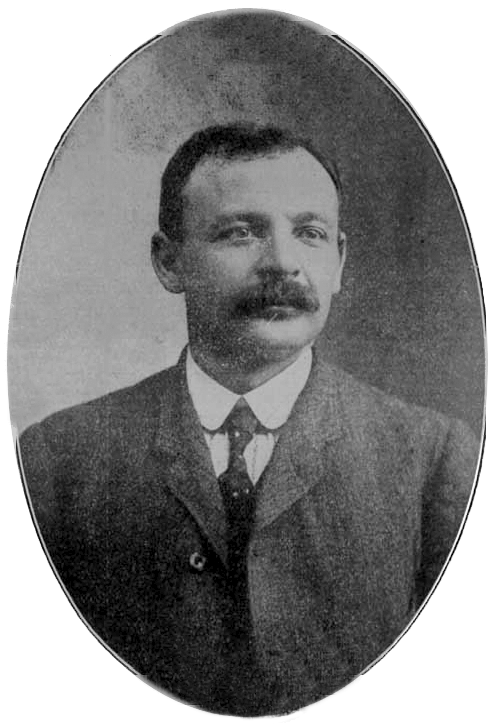
William E. Trautmann war ein englisch- und deutschsprachiger Gewerkschafter in den USA

William E. Trautmann (auch William Trautmann, oder William Ernst Trautmann, * 1. Juli 1869 in Grahamstow, Neuseeland; † 18. November 1940 in Los Angeles, Kalifornien), lebte in Neuseeland, Deutschland, Polen, die meiste Zeit seines Lebens allerdings in den USA. Er war ein Brauerei-Arbeiter, Gewerkschafter, Zeitungs-Redakteur, Autor, Redner und führendes Mitglied der Industrial Workers of the World (IWW).

## Die industrielle Einheitsgewerkschaft
Trautmann kann als wichtiger Ideengeber der US-amerikanischen Gewerkschaftsbewegung gelten. Er verbreitete durch zahlreiche Broschüren, Reden und durch seine organisatorische Tätigkeit die Idee der industriellen Einheitsgewerkschaft (Industrial Union) in den USA (im Gegensatz zur vorherrschenden Organisationsform nach Berufsgruppen und berufsständischen Gilden, den Trade Unions) und verband sie bei den Industrial Workers of the World mit einem revolutionären Programm. Nach dem weitgehenden Verschwinden der IWW ab den 1930er Jahren wurde die Idee der Industriegewerkschaft vom Congress of Industrial Organizations (CIO) weiter verfolgt.
Hintergrund der von Trautmann propagierten kämpferischen Einheitsgewerkschaft der gesamten arbeitenden Klasse (One big union) war die niederschmetternde Erfahrung, dass wichtige Streiks verloren gingen, weil diverse Berufsgewerkschaften innerhalb eines Betriebs existierten, so dass die Arbeitenden im Konfliktfall sowohl von regionalen Gewerkschaftsbossen als auch von Unternehmerseite gegeneinander ausgespielt werden konnten. Die Industrie-Gewerkschaft (Industrial Union) folgt der Logik „Ein Betrieb, eine Gewerkschaft“; sie teilt die Arbeitenden nicht nach Berufen ein, sondern nach Branchen, für die sie arbeiten. So wäre ein Schlosser, der in einem Bergwerk arbeitet, in der Bergarbeiter-Gewerkschaft. Und die Fahrer einer Brauerei wären in der Brauerei-Gewerkschaft, nicht in der Fahrergewerkschaft.

## Familie, Kindheit und Jugend
Trautmanns Vater Edmund war ein deutscher Goldgräber, der am großen Goldrausch von 1849 in Kalifornien teilgenommen hatte und dort eine Amerikanerin heiratete. Gemeinsam zogen sie weiter nach Neuseeland, wo William Ernest 1869 im Goldgräberstädtchen Grahamstow auf der neuseeländischen Nordinsel zur Welt kam. Nachdem sein Vater bei einem Grubenunglück im Mai 1874 verstorben war, reiste die Mutter mit ihren nunmehr vier Kindern zu Verwandten des Mannes nach Deutschland. Dort wurde William als Ältester in einem Waisenhaus zurückgelassen, Mutter und Geschwister verzogen nach New York.
Im Alter von 14 Jahren ging Trautmann in der Brauerei eines entfernten Verwandten in die Lehre. Hier regte sich sein gewerkschaftliches und sozialrevolutionäres Bewusstsein. Als Geselle in Dresden wurde er auffällig, weil er gegen die Kinderarbeit in der Flaschenabfüllung wetterte. Als Bierbrauergeselle streifte er fortan durch Osteuropa und gelangte bis nach Odessa.

## Von der Brauereigewerkschaft zur IWW
1891 wurde er auf Grundlage der Bismarckschen Sozialistengesetze als gefährlicher Radikaler aus Deutschland ausgewiesen und landete in Springfield / Massachusetts (USA), wo der US-amerikanischen Brauerei-Gewerkschaft beitrat, der „United Brewery Workers’ Union“. Diese war 1886 bei einem spektakulären Streik in der Jackson-Brauerei in Cincinnati / Ohio gegründet worden und kommunizierte bis zum Jahr 1903 fast ausschließlich in deutscher Sprache.
Trautmann arbeitete von 1900 bis 1905 als Redakteur für die in Milwaukee ansässige deutschsprachige „Brauer-Zeitung“ seiner Gewerkschaft.
Am 27. Juni 1905 wurde er zum Sekretär der Gründungsversammlung des Industrial Workers of the World gewählt; schon 1904 hatte er zu den sechs Personen gehört, welche insgeheim Planungen und Vorbereitungen zur Gründung der IWW betrieben.
Trautmann bereiste als Organisator der IWW in den Folgejahren vor allem die Industrie-Zentren der US-amerikanischen Ostküste. Er trat als IWW-Organisator und Redner bei zwei Arbeitskämpfen in Erscheinung, die in der Geschichte der Klassenkämpfe in den USA eine herausragende Stellung einnehmen: dem Streik der Pressed Steel Car Company (US Steel) in Mc Kees Rocks (bei Pittsburgh / Pennsylvania) im Jahre 1909 und dem Streik von Textilarbeiter in Lawrence / Massachusetts im Jahre 1912, der als „Bread and Roses Strike“ internationale Berühmtheit erlangte.
Aus Trautmanns Feder stammte 1912 die erste Fassung des Manifests One Big Union, der bis heute (in erweiterter und ergänzter Form) gültigen und publizierten Prinzipien-Erklärung der IWW, sowie ein Modell zur industriellen Klassifizierung und Organisierung der arbeitenden Bevölkerung bekannt geworden als Trautmann´s Wheel.
1913 trat er einer Abspaltung der IWW bei, die vom Sozialisten Daniel De Leon angeführt wurde und ihre Zentrale in Detroit hatte, daher „Detroit IWW“ genannt wurde. Diese Organisation benannte sich 1915 in Industrial Workers’ Union um und löste sich 1925 auf. Trautmann reiste in den Jahren von 1914 bis 1916 für diese Gruppierung als Organisator durch die USA. Danach verlor sich seine Spur.
1922 erschien sein Roman „Riot“ (auch bekannt unter dem Titel „Hammers of Hell“), welcher die Geschehnisse beim McKees Rocks Strike 1909 zum Thema hat. 1938 verfasste er seine Autobiografie Fifty Years War, die allerdings unbekannt blieb, da sie keinen Verlag fand.